# Prințesa Adelheid-Marie de Anhalt-Dessau
Prințesa Adelheid-Marie de Anhalt-Dessau (germană Adelheid-Marie; franceză Adélaïde-Marie; 25 decembrie 1833 – 24 noiembrie 1916) a fost prințesă de Anhalt-Dessau și membră a Casei de Ascania. Ca soție a lui Adolf de Nassau, ea a fost ultima ducesă de Nassau din 1851 până în 1866 și prima Mare Ducesă de Luxemburg din 1890 până în 1905.

## Biografie
Adelheid Marie s-a născut la Dessau în ducatul Anhalt-Dessau în ziua de Crăciun a anului 1833, ca primul copil al Prințului Frederic Augustus de Anhalt-Dessau și a Mariei Louise Charlotte de Hesse-Kassel.

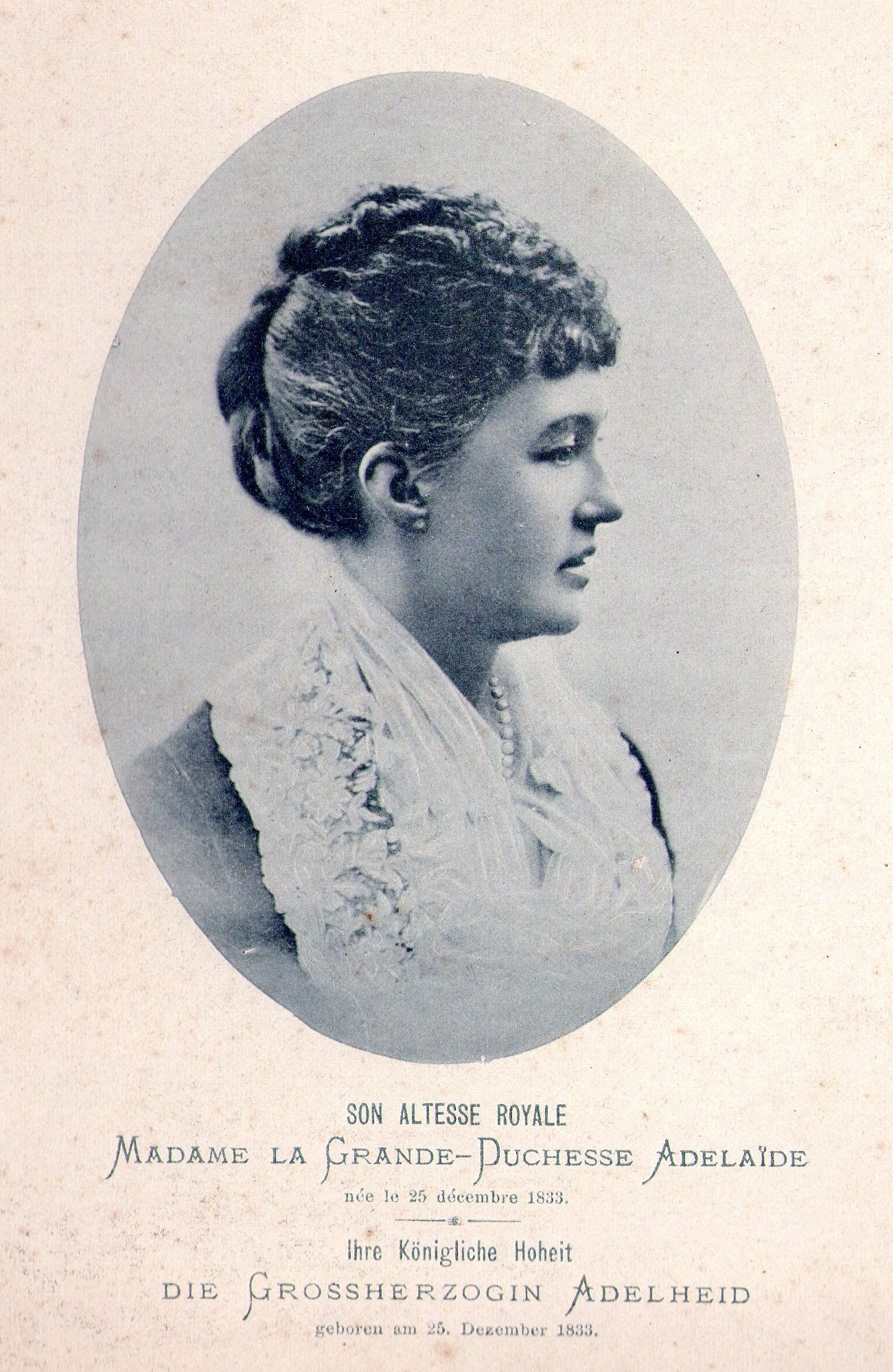
Adelheid de Luxemburg

La 23 aprilie 1851, ea s-a căsătorit la Dessau cu Adolf de Nassau ca a doua lui soție. Împreună au avut cinci copii, dintre care doar doi au ajuns la vârsta adultă și au devenit prinț și prințesă de Luxemburg:
- William al IV-lea, Mare Duce de Luxemburg (1852–1912)
- Prințul Friedrich Paul Wilhelm de Nassau (1854–1855)
- Prințesa Marie Bathildis de Nassau (1857–1857)
- Prințul Franz Joseph Wilhelm de Nassau (1859–1875)
- Prințesa Hilda Charlotte Wilhelmine (1864–1952), căsătorită cu Friedrich al II-lea, Mare Duce de Baden.

În 1892, Marele Duce Adolf i-a conferit titlul ereditar de Conte de Wisborg nepotului său suedez, Oscar, care și-a pierdut titlurile suedeze după ce s-a căsătorit fără aprobarea tatălui său.
Ducele Adolf a sprijinit Imperiul austriac în Războiul Austro-Prusac din 1866. După înfrângerea Austriei, Nassau a fost anexat Regatului Prusiei iar Adolf și Marie Adelheid și-au pierdut tronul la 20 septembrie 1866.
În 1890, regele Willem al III-lea al Țărilor de Jos a murit. Singura lui fiică în viață, Wilhelmina, i-a succedat la tronul olandez dar a fost exclusă de la succesiunea Marelui Ducat de Luxemburg prin Legea Salică. Marele Ducat, care era legat de Țările de Jos din 1815, a trecut la rudele îndepărtate ale familiei regale olandeze, la detronatul Adolf, la 23 noiembrie 1890, în conformitate cu pactul de familie Nassau. Acum, Marie Adelheid a devenit Mare Ducesă de Luxemburg.
Marie Adelheid a murit la 24 noiembrie 1916 la Königstein im Taunus, la vârsta de 82 de ani.